# Молодая Карелия
«Núori Kárjala» («Молода́я Каре́лия»), полное название: "Центр поддержки коренных народов и общественной дипломатии «Нуори Карьяла» («Молодая Карелия»), — карельская молодёжная общественная организация.

## История
Организация была создана 17 декабря 1993 года (зарегистрирована 9 февраля 1994 года) группой творческой молодёжи Петрозаводска во главе с Надеждой Калмыковой (Кузнецовой) — студентами факультета прибалтийско—финской филологии и культуры Петрозаводского госуниверситета. Главной уставной целью создания «Молодой Карелии» стало сохранение культуры и языков коренных прибалтийско-финских народов Карелии: карелов, вепсов и финнов.
В год своего основания «Nuori Karjala» стала ассоциированным членом Молодёжной ассоциации финно-угорских народов (МАФУН). Благодаря членству в этой международной организации, «Молодая Карелия» обменивается опытом с коллегами из других финно-угорских регионов и влияет на формирования молодёжной политики финно-угорского мира. Члены организации принимали участие в работе всех Всемирных конгрессах финно-угорских народов.
Членами организации являются преимущественно молодые люди — жители Петрозаводска и районов Карелии, представители карельских землячеств: студенты, выпускники карельских вузов, работающая молодёжь, а также все те, кто интересуется культурой прибалтийско-финских народов Карелии. Активисты организации работают в национальных средствах массовой информации, культурных центрах, органах исполнительной власти, университетах и научных учреждениях, занимаются частным предпринимательством, участвуют в общественной жизни Республики Карелия.

### Присвоение статуса «иностранного агента»
В 2012 году Госдума приняла поправки в закон «О некоммерческих организациях», было введено понятие «иностранного агента». Предполагалось, что такой статус будет присваиваться некоммерческим организациям, ведущим политическую деятельность и при этом получающим иностранное финансирование.
В мае 2015 года карельское управление Минюста провело внеплановую документарную проверку деятельности «Нуори Карьяла». А в июне 2015 года минюст РФ принудительно включил организацию в реестр иностранных агентов. Находящиеся в реестре организации обязаны каждые три месяца предоставлять отчетность в Министерство юстиции РФ. Одно из положений — указать паспортные данные и адреса регистрации всех членов. Из-за этой нормы количество членов «Nuori Karjala» сократилось с 300 до 10 человек. Кроме того при публикации материалов в интернете и СМИ требуется указывать статус «иностранного агента». За уклонение от этого требования грозит штраф.
Однако в Nuori Karjala не согласились с решением Минюста, заявив что организация не ведёт никакой политической деятельности и не получает деньги из-за рубежа. В городской суд Петрозаводска был подан иск в против Минюста России и карельского управления Минюста. В ходе суда выяснилось, что внеплановая проверка была проведена по заявлению анонима.
27 августа 2015 года «Nuori Karjala» приняла решение о прекращении деятельности молодежной организации. Решение было связано с тем, что «Молодая Карелия» «не может больше мириться с необходимостью носить клеймо, которое совершенно не соответствует её деятельности».
В сентябре 2015 года Петрозаводский городской суд подтвердил правомерность включения организации в реестр общественных объединений, выполняющих функции «иностранного агента». В связи с принятым решением, Совет организации начал процедуру ликвидации РМОО «Нуори Карьяла».

### Пересоздание
20 декабря 2015 года состоялось первое собрание правления новой организации Нуори Карьяла. На собрании выбрали нового председателя и секретаря, был принят устав новой организации и новое название — "Центр поддержки коренных народов и общественной дипломатии «Нуори Карьяла» («Молодая Карелия»)', сокращённо КРОО "Центр «Нуори Карьяла».
21 января 2016 года новая организация Nuori Karjala была зарегистрирована управлением Министерства юстиции Республики Карелия.
Члены правления «Нуори Карьяла»:
- Цыкарев Алексей Васильевич — председатель
- Антонова Наталья Николаевна — секретарь
- Киброева Наталья Александровна

## Деятельность
«Nuori Karjala» является инициатором проведения в Петрозаводске и районах Республики Карелия культурно-просветительских и творческих мероприятий: этно-фолк-марафонов, праздничных и музыкальных вечеров, конкурсов, спортивных состязаний, этнокультурных летних лагерей. Этнокультурные и этнообразовательные проекты — в числе приоритетных направлений деятельности организации.

### Региональные проекты
- Совет представителей карелов, вепсов и финнов Республики Карелия при Главе Республики Карелия
- Совет уполномоченных Съезда карелов Республики Карелия
- Консультативный совет по вопросам взаимодействия с национальными общественными объединениями и национально-культурными автономиями при Министерстве Республики Карелия по вопросам национальной политики и связям с религиозными объединениями
- Молодёжный координационный совет при Министерстве Республики Карелия по вопросам национальной политики и связям с религиозными объединениями
- Молодёжный кукольный театр «Čičiliušku»
- Печатное прибалтийско-финское слово на родном языке
- Молодёжная поп-группа «Anna tulla»
- Развитие профессионального книгоиздания коренных финно-угорских народов
- Вечера карельской культуры «Ropivo», «FU», «Lembi» с участием национальных музыкальных коллективов «Sattuma», «D’airot», «Santtu Karhu & Talvisovat», «Anna tulla», «Karjala».
- Издательская деятельность. Организация выпустила в свет музыкальные и культурно-просветительские диски «Onnen tähti» («Звезда счастья»), «Živatad vepsläižiden elos» («Животные в жизни вепсов») и календарь на карельском языке.
- Курсы карельского и вепсского языков online
- Издание нового рэп-альбома на карельском языка «Carelication»
- Проведение конкурса на лучшее литературное сочинение
- Курсы карельского языка в Санкт-Петербурге

### Международные проекты
- Международный консультативный комитет финно-угорских народов (ККФУН)
- Ассоциация финно-угорских народов (АФУН)
- Молодёжная ассоциация финно-угорских народов (МАФУН)

### Председатели Совета организации
- Надежда Калмыкова (Кузнецова)
- Максим Туренков
- Ольга Огнева
- Татьяна Тимофеева
- Екатерина Максимова
- Наталья Антонова (2006—2011)
- Алина Чубурова (2011—2015)
- Цыкарев Алексей — с января 2015